# Pierre Gaillouste
Pierre Gaillouste (* 1. August 1989 in Agen) ist ein französischer Fußballschiedsrichter.
Gaillouste leitet seit Januar 2017 Spiele in der französischen Ligue 2 und seit August 2021 Spiele in der Ligue 1.
Seit 2023 steht Gaillouste auf der Liste der FIFA-Schiedsrichter und leitet internationale Fußballspiele. Bisher leitete er erste Partien in der Qualifikation zur Europa Conference League sowie für U17- und U21-Europameisterschaften.